# Guayaquil

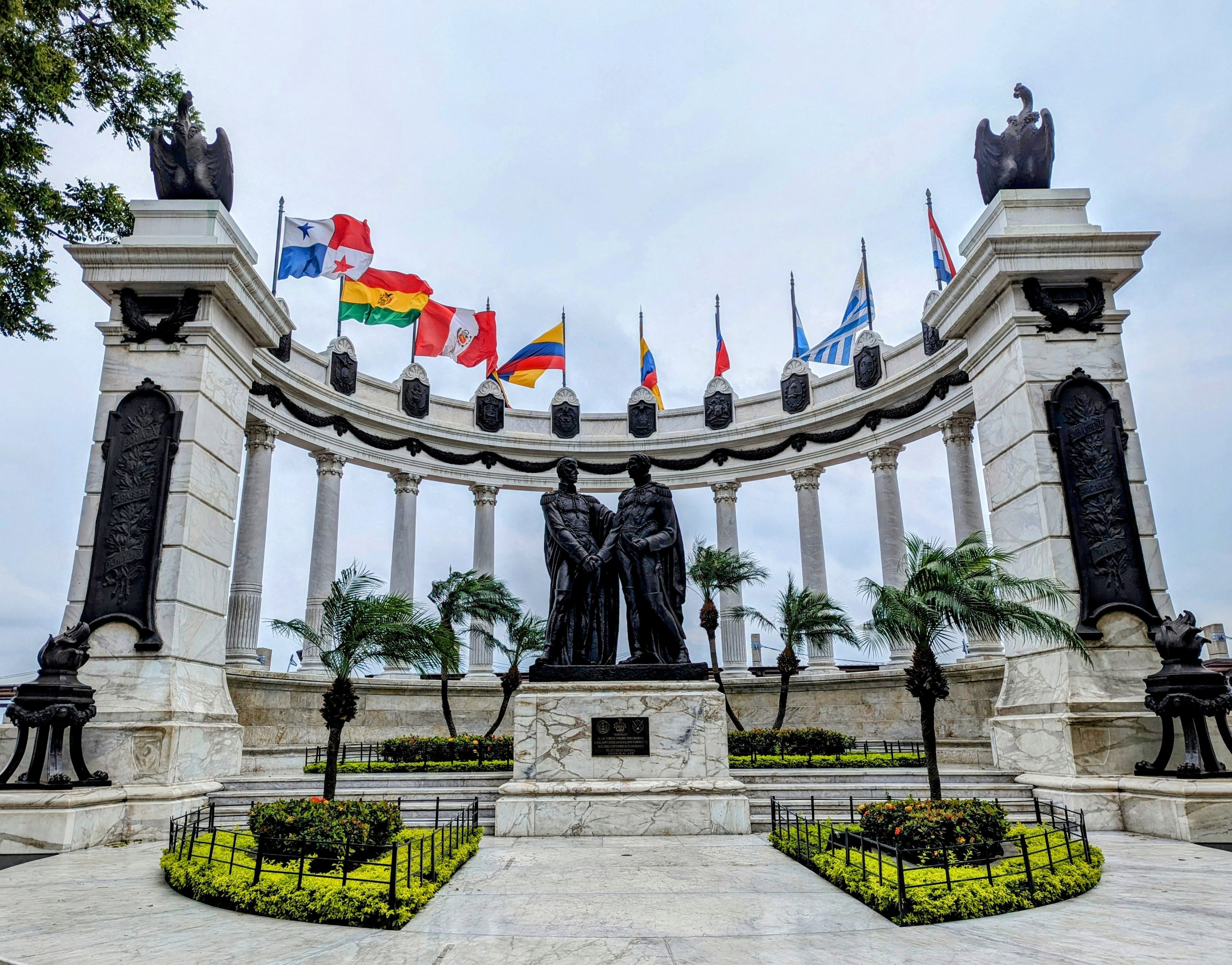
La rotonda, amb el monument a la trobada entre els carrers Simón Bolívar i José de San Martín

Guayaquil és la ciutat més gran de l'Equador, amb 3.385.405 habitants a la seva àrea metropolitana. Situada a la costa del Pacífic, a la desembocadura del riu Guayas, és la capital de la província del Guayas, i és el principal centre comercial del país.

## Geografia
Guayaquil es troba localitzada a la riba dreta (occidental) del riu Guayas, a 2 metres sobre el nivell del mar a les zones més baixes. Es troba connectada amb l'oceà Pacífic per l'anomenat Estero Salado, un important braç de mar que penetra en la desembocadura del Guayas. Aquest travessa el guasmo, la part occidental del centre de la ciutat, Urdesa i Mapasingue.
La ciutat és majoritàriament plana, amb elevacions com el turó de Santa Ana (on es troba el popular barri de Las Peñas), el turó del Carmen (on es troben les oficines del canal televisiu Ecuavisa) i el turó de San Eduardo, entre d'altres.

## Història

Gravat que il·lustra un plànol de Guayaquil el 1741

Guayaquil es va fundar el 25 de juliol de 1535 amb el nom de Santiago de Guayaquil, segurament sobre algun assentament indígena anterior. Durant l'època colonial, integrada dins la Reial Audiència de Quito, la ciutat es va anar desenvolupant com una important drassana i port de la costa americana del Pacífic. La població, tanmateix, no creixia considerablement, a causa dels atacs pirates i els incendis freqüents.

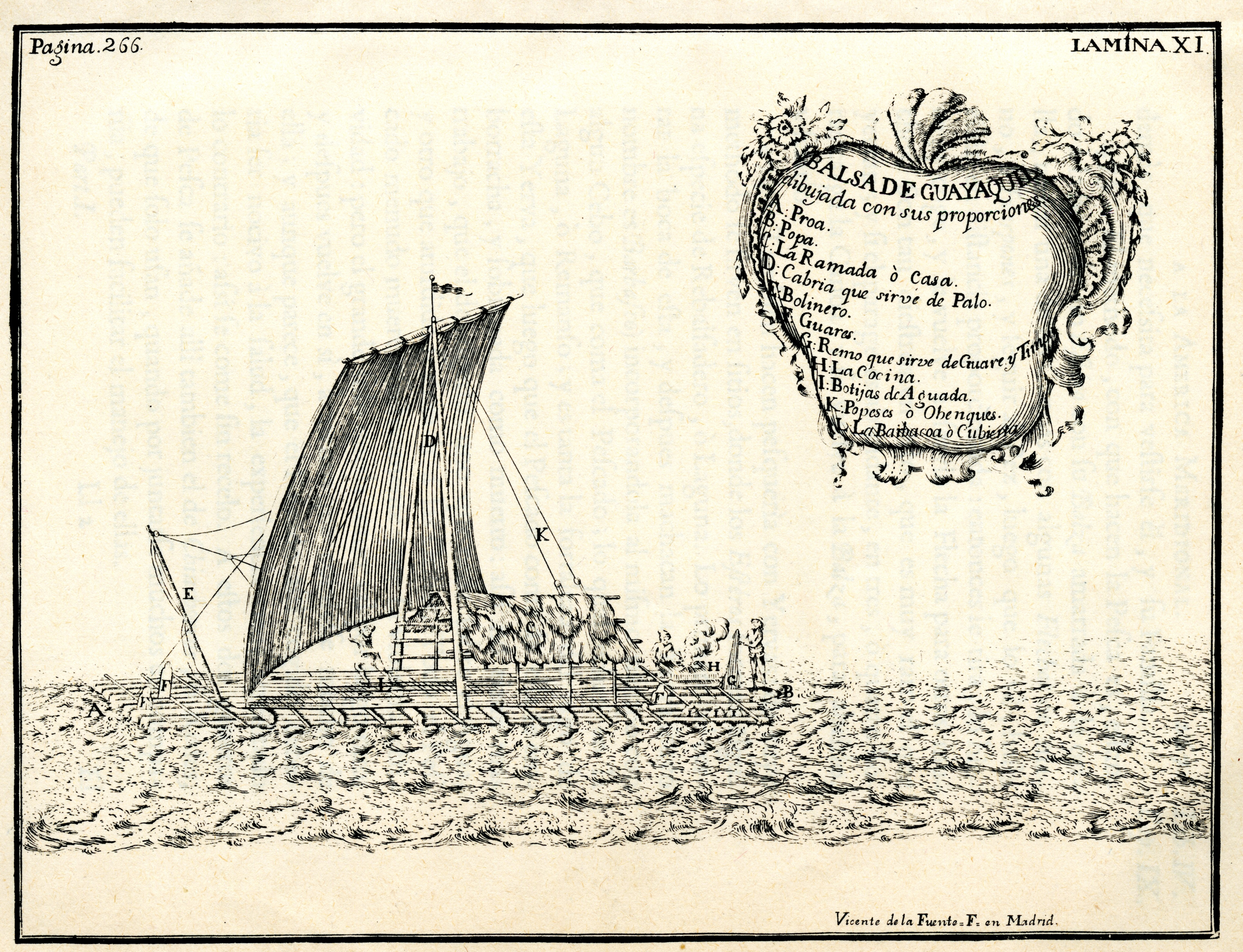
Mostra de la bassa comuna a les costes del corregiment de Guayaquil, i és el mitjà de transport usual que va sobreviure des dels inicis de la cultura huancavilca fins al. La il·lustració fou realitzada per Jorge Juan i Antonio de Ulloa en la missió geodèsica francesa

El 9 d'octubre de 1820 la ciutat va proclamar la independència, després del fallit intent de Quito (el 10 d'agost de 1809), sota el mandat de José Joaquín de Olmedo. La ciutat fou punt de partida de la campanya que Antonio José de Sucre llençà cap a Quito per aconseguir la independència definitiva dels territoris de la Reial Audiència de Quito. Posteriorment, el 26 de juliol de 1822, José de San Martín i Simón Bolívar es van trobar a la ciutat per planificar les darreres campanyes de la independència de l'Amèrica del Sud "espanyola".
El 1896, es produí el major incendi de la història de Guayaquil, conegut com el Gran incendio. Aproximadament, es va cremar la meitat del Guayaquil de l'època. Actualment, la ciutat està immersa en ambiciosos plans de reforma i d'embelliment, com el projecte Malecón 2000 i la recuperació de l'històric turó de Santa Anna, que han donat un considerable atractiu a diverses zones de la ciutat, tot i que es critica l'abandonament que persisteix als barris més pobres de la ciutat, com el Guasmo. L'actual alcalde és Jaime Nebot, del Partit Socialcristià.

## Personatges il·lustres
- Ana Cecilia Blum, escriptora.
- Violeta Luna, escriptora.
- Jorge Queirolo Bravo, escriptor.